# Ctenanthe glabra
Ctenanthe glabra är en strimbladsväxtart som först beskrevs av Friedrich August Körnicke, och fick sitt nu gällande namn av August Wilhelm Eichler. Ctenanthe glabra ingår i släktet Ctenanthe och familjen strimbladsväxter. Inga underarter finns listade.